# Erode
Erode (Tamil: ஈரோடு Īrōṭu [ˈiːɾoːɖɯ]) ist eine Stadt im südindischen Bundesstaat Tamil Nadu. Sie ist Hauptstadt des gleichnamigen Distriktes. Die Stadt liegt am Kaveri, rund 90 Kilometer nordöstlich von Coimbatore und 340 Kilometer südwestlich von Chennai. Ihre Einwohnerzahl beträgt rund 157.000 (Volkszählung 2011).
Der Name „Erode“ (anglisiert) könnte vom tamilischen Ausdruck „ஈர ஓடு“ (Tamil: ஈர ஓடு, īra ōṭu) abgeleitet sein, was „nasser Schädel“ (Sanskrit: आर्द्रकपालम्, IAST: ārdrakapālam) bedeutet. Dies steht in Verbindung mit der indischen Mythologie und spiegelt sich in der zentralen Gottheit der Stadt, „ஆர்த்ரகபாலீஶ்வரர்“ (Sanskrit: आर्द्रकपालीश्वरः, ārdrakapālīśvaraḥ) wider.
Bis ins 18. Jahrhundert war Erode eine unbedeutende Siedlung, die erst mit der Eroberung durch Mysore unter dem islamischen  Kriegsherrn Hyder Ali und der Errichtung eines Forts zur Stadt heranwuchs. In den Kriegen Mysores gegen die Marathen sowie die Britische Ostindien-Kompanie wurde die Stadt weitestgehend zerstört, nach der endgültigen Einnahme durch die Briten 1799 aber als Garnisonsstadt wiederaufgebaut. Der schottische Geograf Francis Buchanan berichtete im November 1800 von einem Fort mit 4000 Mann Besatzung und einer dazugehörigen, 300 Häuser umfassenden Siedlung mit 1500 Einwohnern. 1807 wurde die Garnison verlegt. Das verlassene Fort bestand noch bis 1877 und wurde dann eingerissen.
Heute ist die Stadt von der Baumwollindustrie und verwandten Wirtschaftszweigen wie Färbereien und Textildruckereien geprägt.
83 Prozent der Einwohner Erodes sind Hindus, 12 Prozent Muslime und 4 Prozent Christen. Die Hauptsprache ist, wie in ganz Tamil Nadu, das Tamil, das von 90 Prozent der Bevölkerung als Muttersprache gesprochen wird. 5 Prozent sprechen Telugu, 2 Prozent Urdu und jeweils 1 Prozent Malayalam, Hindi und Kannada.
Bekannte in Erode geborene Persönlichkeiten sind der Mathematiker S. Ramanujan (1887–1920) und der Sozialreformer E. V. Ramasami alias Periyar (1879–1973).